# Lachnaia caprai
Lachnaia caprai là một loài bọ cánh cứng trong họ Chrysomelidae. Loài này được Grasso miêu tả khoa học năm 1958.